# Амелино-Камелия, Джованни
Джованни Амелино-Камелия (родился 14 декабря 1965 года, Неаполь) — итальянский физик. Работает в Неаполитанском университете имени Фридриха II. Известен работами по квантовой гравитации.
Является автором двойной специальной теории относительности, основанной на идее получения релятивистской теории (такой как теория относительности Галилея и специальная теория относительности Эйнштейна) путём введения в физику Планковской длины в качестве независимой от наблюдателя величины.
Принципы двойной специальной теории относительности, вероятно, подразумевают отказ от использования понятия классического (риманова) пространства-времени; это привело Амелино-Камелия к изучению некоммутативной геометрии как возможной теории квантового пространства-времени. Амелино-Камелия положил начало феноменологической квантовой гравитациитем, что первым показал, что при некоторых экспериментах, с точностью, достижимой в рамках современной технологии, возможно зарегистрировать эффекты Планковских масштабов (см. Fermi (космический гамма-телескоп)).